# Odieta
Odieta är en kommun i Spanien.   Den ligger i provinsen Provincia de Navarra och regionen Navarra, i den nordöstra delen av landet, 300 km nordost om huvudstaden Madrid. Antalet invånare är 353. Arean är 24,0 kvadratkilometer.
Terrängen i Odieta är huvudsakligen lite kuperad.